# Vänö
Vänö är en by i Hitis i Kimitoöns kommun i Skärgårdshavet och ligger mellan Rosala och Borstö i Åbolands yttre skärgård, sydväst om Högsåra i Finland. Vänö är en av ganska få åretrunt bebodda öar som saknar vägförbindelse. Trots det är Vänö en livskraftig koloni.
Vänö kapell är ett nybygge uppfört av Kimitoöns Rotaryklubb. Det ursprungliga kapellet skulle ha uppförts under 1600-talet av den danske skepparen Klas Klason som en hyllning till Gud sedan han överlevt när hans skepp gick på grund och sjönk utanför Vänö. Än idag bär en grynna öster om Vänö namnet Klason. Exakt när kapellet byggdes är oklart, men det finns upptaget i Kimito kyrkas inventarielängd från 1680.
Vänöborna har fått öknamnet ”myggor”. De flesta skärgårdsbors öknamn kan härledas till något specifikt för just deras ö, men i Vänös fall är det troligen bara ett rim på Borstös ”styggor”.
Vänö trafikeras av förbindelsebåten M/S Stella.